# Костюкова Ольга Іванівна
Ольга Іванівна Костюкова (біл. Вольга Іванаўна Касцюкова; нар. 28 січня 1954, Мінськ) — білоруський математик. Доктор фізико-математичних наук (1991, Конструктивні методи розв'язування спеціальних класів задач оптимального керування).

## Біографія
Закінчила БДУ (1976). Працює в Інституті математики НАН Білорусі.

## Наукова діяльність
Наукові праці з конструктивної теорії оптимального керування, математичного програмування. Розроблено конструктивні алгоритми розв’язування спеціальних класів скінченновимірних та нескінченновимірних екстремальних задач та на їх основі запропоновано метод реалізації оптимального керування типу зворотного зв’язку.